# Sariaya
Sariaya è una municipalità di prima classe delle Filippine, situata nella Provincia di Quezon, nella regione di Calabarzon.
Sariaya è formata da 43 baranggay:
- Antipolo
- Balubal
- Barangay 1 (Pob.)
- Barangay 2 (Pob.)
- Barangay 3 (Pob.)
- Barangay 4 (Pob.)
- Barangay 5 (Pob.)
- Barangay 6 (Pob.)
- Bignay 1
- Bignay 2
- Bucal
- Canda
- Castañas
- Concepcion Banahaw
- Concepcion No. 1

- Concepcion Palasan
- Concepcion Pinagbakuran
- Gibanga
- Guisguis-San Roque
- Guisguis-Talon
- Janagdong 1
- Janagdong 2
- Limbon
- Lutucan 1
- Lutucan Bata
- Lutucan Malabag
- Mamala I
- Mamala II
- Manggalang 1

- Manggalang-Bantilan
- Manggalang-Kiling
- Manggalang Tulo-tulo
- Montecillo
- Morong
- Pili
- Sampaloc 1
- Sampaloc 2
- Sampaloc Bogon
- Sampaloc Santo Cristo
- Talaan Aplaya
- Talaanpantoc
- Tumbaga 1
- Tumbaga 2